# Rhynchophorus palmarum
Espèce
Rhynchophorus palmarum ou calandre psalmiste est une espèce tropicale d'insectes coléoptères de la famille des Dryophthoridae de grande taille (à laquelle appartiennent aussi les charançons, les bruches, etc.) que l'on trouve en Palestine, en Amérique centrale et dans la partie tropicale de l’Amérique du Sud, où il est assez commun. C'est un parasite des palmiers (dont les cocotiers).

## Description
Ce charançon est de couleur noire mate avec des élytres rainurés. Il mesure de 20 à 40 mm de long. Le rostre est fin et long, les pattes robustes, le corps d’un noir velouté, le corselet ovalaire, rétréci en avant et arrondi en arrière. L’animal marche lentement et se cramponne au corps qui le soutient. Le dimorphisme sexuel concerne la longueur de l’insecte, ainsi que la dimension de la prolongation du rostre. Rhynchophorus palmarum ne peut pas tourner la tête de 90 degrés lorsqu’il est inquiété. Il ne doit pas être confondu avec Dynamis borassi dont les élytres ne sont pas finement pruineuses mais sont noir brillant et qui peut tourner la tête de 90 degrés lorsqu'il est inquiété.

## Biologie
La larve de la calandre, d’un blanc sale, appelée vulgairement ver palmiste, est très grosse. Elle vit dans les troncs de palmiers, dont elle dévore la matière féculente. Au moment de sa transformation, elle se fabrique une coque avec les filaments du bois de palmier. 

Larve de calandre, dite improprement ver psalmiste (Ibiza).

L’insecte est attiré par l’odeur de sève des palmiers voire d'autres plantes, ce qui implique qu’il attaque plus les palmiers qui présentent une blessure voire les stipes et souches des palmiers abattus. Il se nourrit dans les tissus des stipes de palmiers (et donc cocotiers également) et pond dedans. La larve se développe à l'intérieur des tissus et peut creuser les stipes assez profondément en produisant une forte putréfaction. Les individus communiquent entre eux au moyen d'une phéromone d'agrégation qui a été isolée et synthétisée. Un individu qui découvre un palmier propice au développement de l'espèce émet cette molécule volatile qui attire d’autres individus. La phéromone n'est attractive que lorsqu'elle est combinée à l'odeur du végétal blessé même légèrement. On peut attirer R. palmarum avec d'autres végétaux ou organes qui ferment rapidement comme la canne à sucre ou les fruits du palmiers Bactris gasipaes.

## Divers
R. palmarum est un transmetteur du nématode Bursaphelenchus cocophilus qui cause la maladie dite de l'anneau rouge des cocotiers (red ring disease). Il a d'abord été décrit par Carl von Linné sous le nom de Curculio palmarum. 
De la Palestine à l'Amérique latine, on fait griller le « ver palmiste » et on le considère comme un mets très délicat : ainsi en Guyane, sa larve est appelée pisu en Wayãpi, tandis que l'adulte est appelé alamɛnay.
Le genre Rhynchophorus contient d'autres espèces nuisibles aux palmiers dans diverses parties du monde.

## Synonymes
- Rhynchophorus cycadis Erichson
- Rhynchophorus depressus Chevrolat
- Rhynchophorus languinosus Chevrolat